# Selpius Bobi
Selpius Bobi ist ein politischer Aktivist für die Unabhängigkeit Westneuguineas (Westpapua) von Indonesien.
Wegen seiner Rolle im Aufstand im März 2006 in der Stadt Abepur in Westpapua, wurde er von den indonesischen Behörden zu einer Haftstrafe verurteilt und verbrachte zwischen 2006 und 2010 vier Jahre im Gefängnis. Am 26. Januar 2011 organisierte er Proteste der Papua-Bevölkerung  in Jayapura. Es wurde dabei kritisiert, dass die Papua Volksversammlung (MRP) die heimische Bevölkerung nicht ausreichend unterstützt. Vom 17. bis 19. Oktober 2011 nahm er an dem dritten Papua Volkskongress in Abepur als Versammlungsvorsitzender teil. Am 19. Oktober 2011 wurde er wegen Hochverrats verhaftet.